# 訃報 2005年1月
訃報 2005年1月（ふほう 2005ねん1がつ）では、2005年（平成17年）1月中に物故した、又は物故が報じられた人物についてまとめる。

## （1日 - 15日）

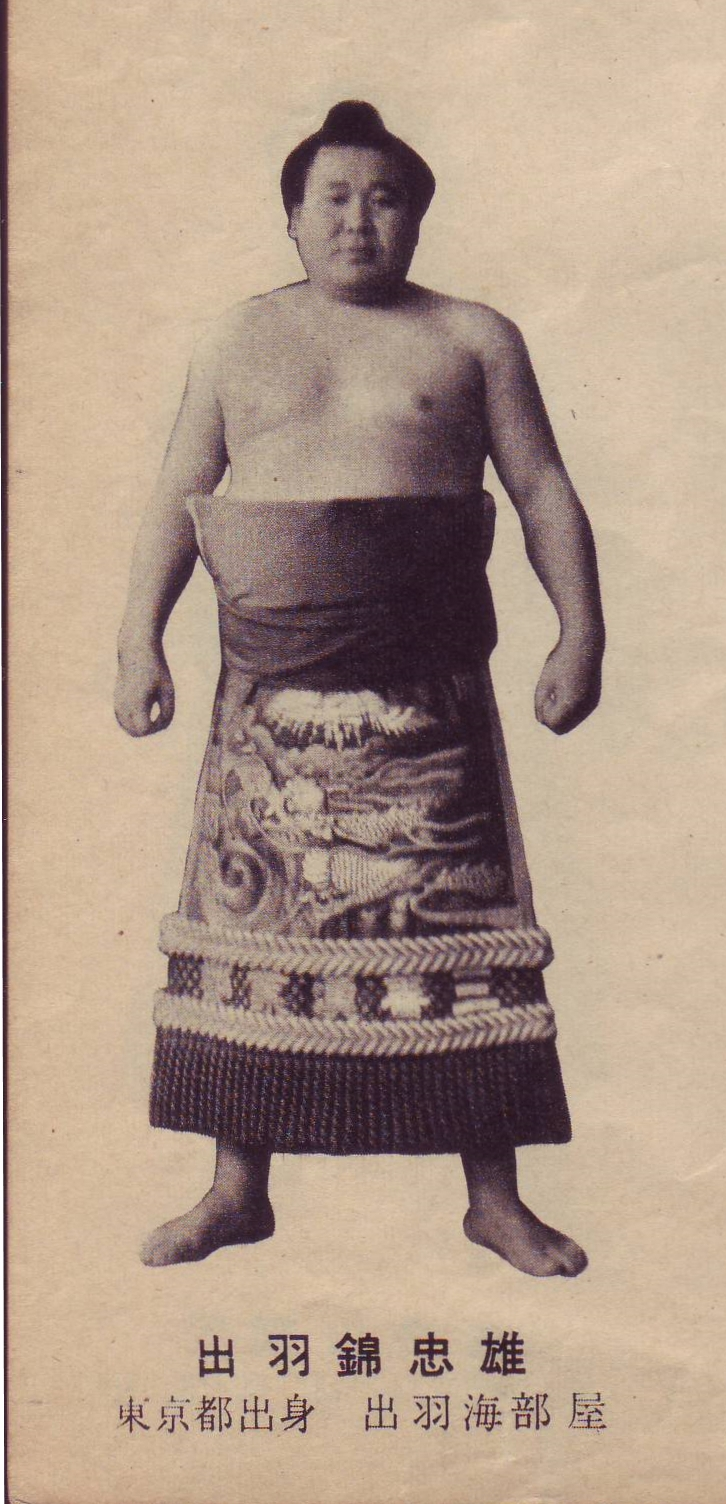
出羽錦忠雄／1月1日没

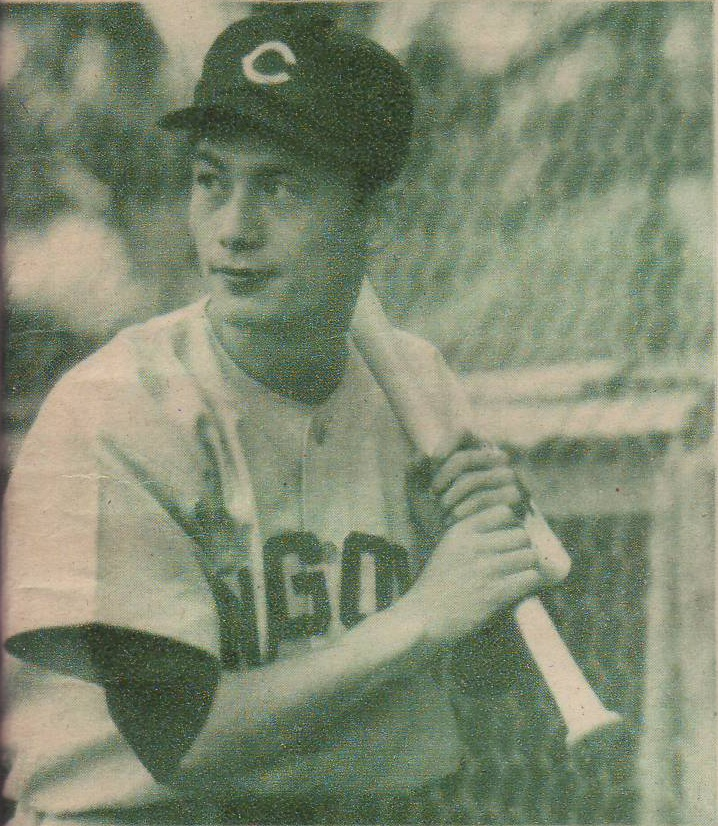
本多逸郎／1月2日没

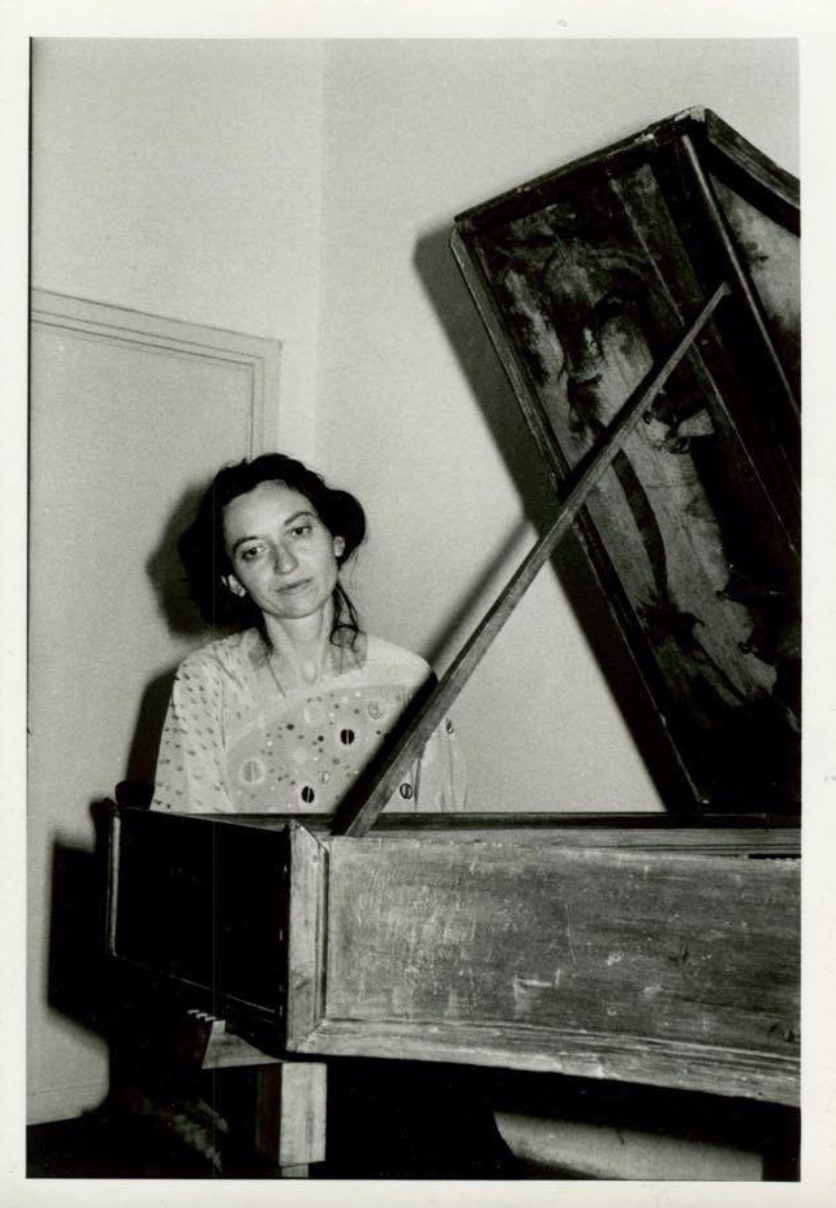
ラウラ・アルヴィーニ／1月15日没

- 1月1日 - 出羽錦忠雄、大相撲の力士・元関脇（* 1925年）[1]
- 1月1日 - 荒川幾男、哲学者（* 1926年）
- 1月1日 - 高橋健二、レーサー (* 1946年)
- 1月2日 - 本多逸郎、元プロ野球選手（* 1931年）
- 1月3日 - 林裕章、吉本興業会長（* 1942年）[2]
- 1月4日 - 岸辺成雄、音楽学者（* 1912年）
- 1月4日 - 佐川明、実業家（* 1914年）
- 1月8日 - 国分直一、民族学者、考古学者（* 1908年）
- 1月8日 - 小森和子、映画評論家（* 1909年）[3]
- 1月8日 - 筒井敬介、児童文学作家・脚本家（* 1918年）
- 1月8日 - 大島信雄、元プロ野球選手（* 1921年）[4]
- 1月10日 - 伊藤完夫、作曲家・オルガン奏者（* 1906年）
- 1月11日 - 加藤卓男、陶芸家 （* 1917年）
- 1月12日 - 中川幸一、実業家（* 1903年）
- 1月12日 - 鳳誠三郎、工学者（* 1912年）
- 1月12日 - 浮田典良、地理学者 （* 1928年）
- 1月13日 - 田所祐、医師・馬主（* 1924年）
- 1月14日 - 高梨公之、法学者（* 1915年）
- 1月14日 - 角戸正夫、化学者（* 1918年）
- 1月14日 - アルフレッド・ハウゼ、タンゴ演奏家（* 1921年）[5]
- 1月15日 - ラウラ・アルヴィーニ、鍵盤楽器奏者（* 1946年）[6]

## （16日 - 31日）

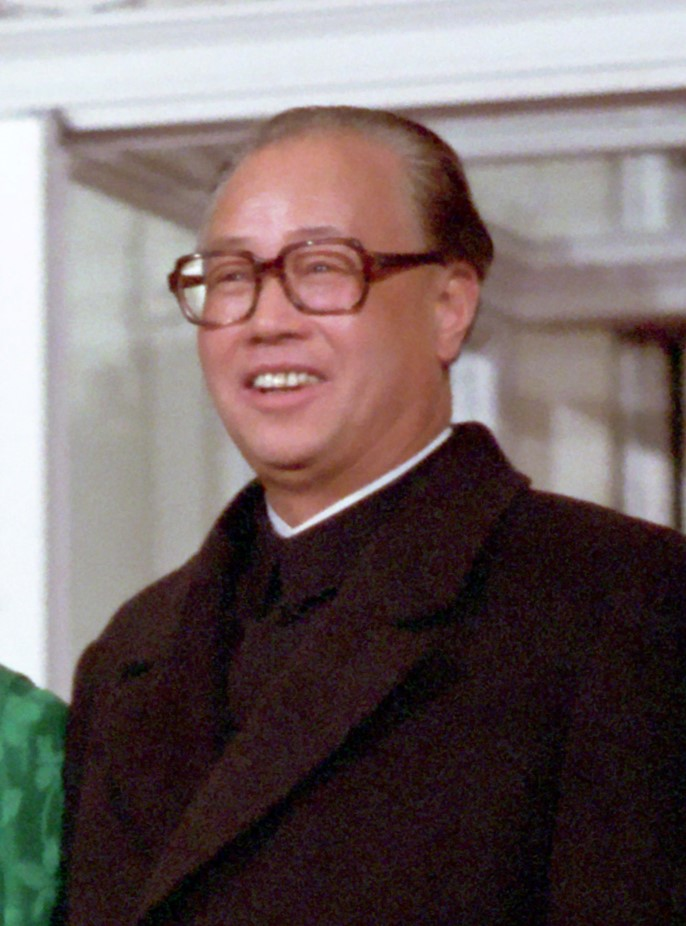
趙紫陽／1月17日没

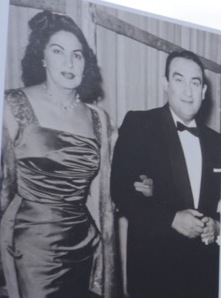
コンスエロ・ベラスケス（左）／1月22日没

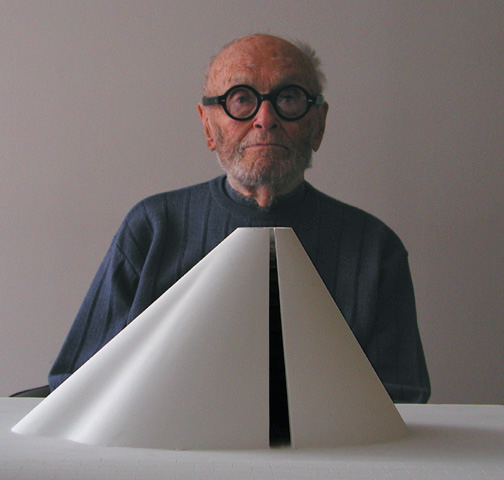
フィリップ・ジョンソン／1月25日没

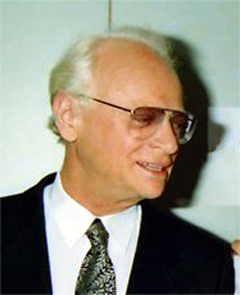
エフライム・キション／1月29日没

- 1月16日 - 松重美人、新聞記者・報道写真家（* 1913年）
- 1月16日 - 白根元、物理学者（* 1924年）
- 1月16日 - 真木洋三、作家（* 1926年）
- 1月17日 - 小林倭文、女性教育者（* 1907年）
- 1月17日 - 趙紫陽、元中国共産党総書記・国務院総理（* 1919年）[7]
- 1月17日 - ジョージ・P・L・ウォーカー、地質学者・火山学者（* 1926年）
- 1月18日 - 高峯一愚、哲学者 ・西洋哲学研究・翻訳者（* 1906年）
- 1月21日 - 志水晴児、彫刻家（* 1928年）
- 1月22日 - コンスエロ・ベラスケス、作曲家・ピアニスト（* 1924年）[8]
- 1月22日 - 谷本誠剛、児童文学研究者（* 1939年）[9]
- 1月23日 - 木村徳三、編集者（* 1911年）
- 1月23日 - 桜むつ子、女優（* 1921年）[10]
- 1月24日 - 冨士信夫、歴史家/・海軍軍人（* 1917年）
- 1月25日 - 川畑愛義、公衆衛生学・健康学者（* 1905年）
- 1月25日 - フィリップ・ジョンソン、建築家（* 1906年）[11]
- 1月26日 - 湯浅光朝、科学史学者（* 1909年）
- 1月26日 - 北原謙二、歌手（* 1939年）[12]
- 1月29日 - エフライム・キション、作家（* 1924年）[13]
- 1月31日 - 高岡周夫、統計学者・経済学者（* 1909年）
- 1月31日 - 常木実、ドイツ文学者（* 1913年）
- 1月31日 - 近江榮、建築史家（* 1925年）
- 1月31日 - 中尊寺ゆつこ、漫画家（* 1962年）[14]

## 没日不明
- 日付不明 - 折井英治、科学教育家（* 1909年）